# Alois Ott
Alois Ott (* 20. Januar 1894 in Brüx; † 1968) war ein sudetendeutscher Lehrer, Kommunalpolitiker und Heimatforscher. Er war von 1938 bis 1943 Bürgermeister der Stadt Brüx.

## Leben und Wirken
Ott studierte nach dem Schulabschluss und promovierte an der Deutschen Karls-Universität in Prag. Danach war er als Lehrer und Studienrat in Brüx tätig. 
Im neugebildeten Reichsgau Sudetenland wurde er zum Bürgermeister von Brüx gewählt. Die Stadt besaß damals über 23.000 Einwohner. Außerdem war er Vorsteher der Sparkasse in Brüx. 1943 wurde er als Bürgermeister durch Wilhelm Schmidt abgelöst.
Nach dem Zweiten Weltkrieg lebte er als Studienprofessor a. D. und Bürgermeister i. R. in Windsbach in der Bundesrepublik Deutschland und gab im Selbstverlag mehrere Publikationen über Brüx heraus.
Gemeinsam mit dem Oberbürgermeister der Stadt Erlangen weihte er im August 1965 auf dem dortigen Ehrenfriedhof einen Gedenkstein für die Toten von Brüx mit der Inschrift Heimatkreis Brüx ein.

## Publikationen (Auswahl)
- Der Brüxer Stadtgrundriß vom 11. bis zum Anfang des 17. Jahrhunderts. Verein der Museumsfreunde, Brüx, 1929.
- Brüxer Erbe aus der Hussitenzeit. Enthält drei geschichtliche Abhandlungen: Brüx im Zeitalter des Hussitismus, Das Brüxer Schlachtenbild, Das Brüxer Mariaschneefest im Wandel der Zeit (= Bilder aus der Brüxer Heimatgeschichte, Bd. 1). Selbstverlag, 1955.
- Wie einst in Brüx es aussah. Drei Beiträge zur Brüxer Stadtgeschichte des 16. und 17. Jahrhunderts. Selbstverlag, 1959.
- Die Anfänge der Stadt Brüx in Böhmen. Selbstverlag, 1965.